# Frequenza di taglio
La frequenza di taglio è un parametro di definizione delle proprietà dei filtri elettrici passa basso e passa alto (vedi anche la voce larghezza di banda). Spesso è anche definita come la frequenza alla quale il rapporto fra l'ampiezza del segnale di uscita e quello di ingresso (o attenuazione) vale ~ 0,707, ovvero {\displaystyle 1/{\sqrt {2}}}.

## Definizione

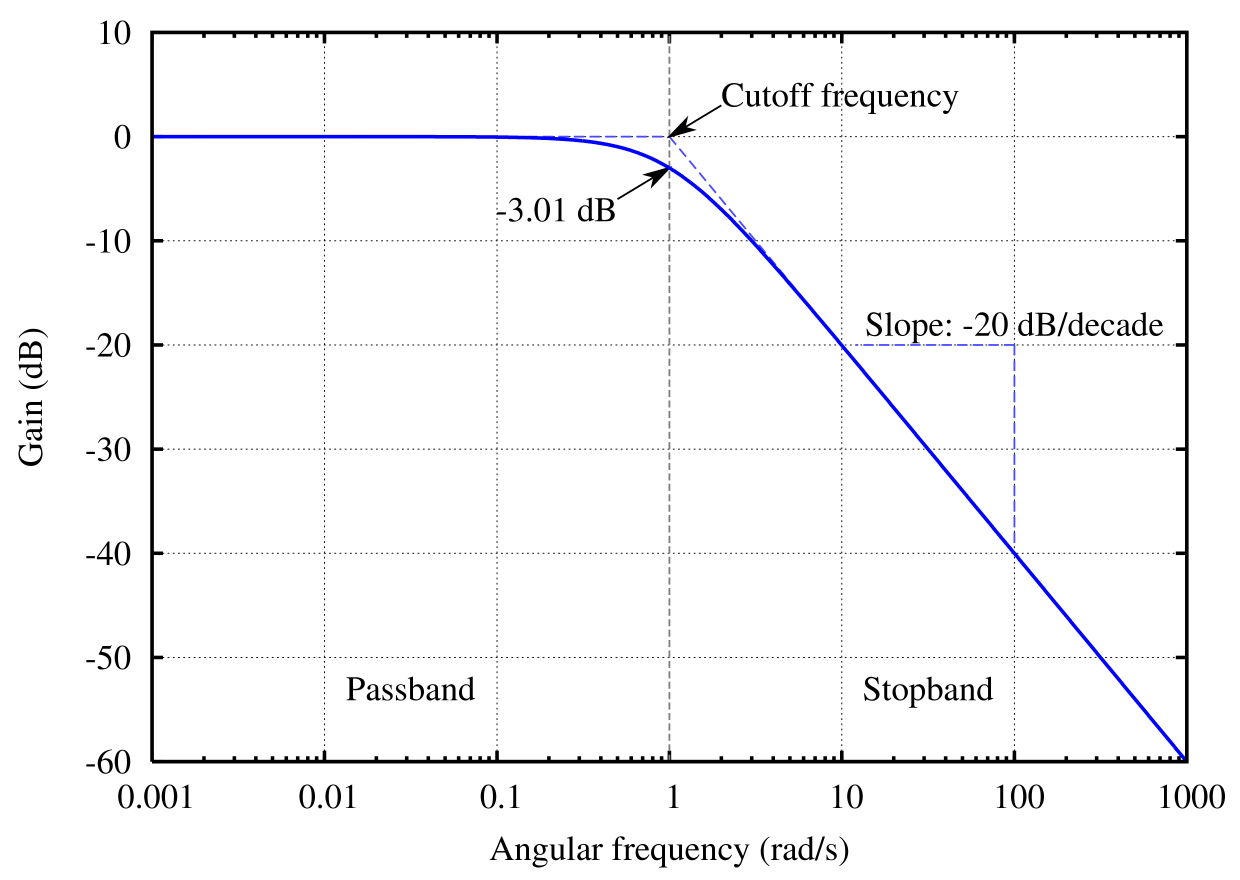
La risposta in frequenza di un filtro Butterworth passa-basso di primo ordine

La frequenza di taglio  è quella frequenza per la quale sussiste la seguente relazione fra il modulo del segnale di uscita {\displaystyle V_{u}(j\omega )} e quello di ingresso {\displaystyle V_{i}(j\omega )}, che sono funzioni nell'insieme dei numeri complessi:
{\displaystyle {\frac {Vu_{max}}{\sqrt {2}}}}
dove 
- {\displaystyle V_{u}} è il segnale in uscita dal filtro,
- {\displaystyle V_{i}} è il segnale in ingresso al filtro.
- {\displaystyle A_{\max }} è il guadagno massimo

Il rapporto definisce la funzione risposta in frequenza {\displaystyle G(j\omega )} che è la funzione di trasferimento {\displaystyle G(s)} (s è la variabile complessa) dove si è posto {\displaystyle s=j\omega } (solo la parte immaginaria) e {\displaystyle \omega =2\pi f}, dove {\displaystyle f} è la frequenza espressa in hertz e {\displaystyle \omega } è la pulsazione espressa in radianti/s
La frequenza di taglio è quella frequenza che impone a un segnale di uscita, rispetto a quello di entrata, uno sfasamento pari a 45° o una attenuazione di {\displaystyle {\frac {1}{\sqrt {2}}}} essendo la condizione per cui la parte reale della {\displaystyle G(j\omega )} è uguale alla parte immaginaria, quindi "Tg" angolo sfasamento è uguale a 1
Per esempio, un filtro passa basso, data una frequenza di taglio, lascia passare solo le frequenze inferiori a questa, attenuando quelle superiori; un filtro passa alto, data una frequenza di taglio, lascia passare solo le frequenze superiori a questa, attenuando quelle inferiori.
La parte in cui l'uscita non risulta attenuata viene detta banda passante, e nel caso di un filtro passa basso si identifica con la sua frequenza di taglio (ad esempio si dice banda di X hertz).
Come unità di misura per la funzione di trasferimento è spesso utilizzato il dB (decibel): in questo modo la frequenza di taglio è definita essere la frequenza ove l'attenuazione del sistema è pari a 3 dB (vedi decibel). Si parla infatti anche di banda a -3 dB (la funzione inversa di -3 dB è {\displaystyle 10^{\left(-{\frac {3}{20}}\right)}={\frac {1}{1,41253}}} circa uguale a {\displaystyle {\frac {1}{\sqrt {2}}}}), riferendosi alla banda passante del sistema, il che si traduce concretamente con una riduzione dell'ampiezza del segnale pari al 30% (quindi rimane solo il 70% del segnale rispetto al segnale in banda passante). Notare che la riduzione è invece del 50% se si tratta di potenze (vedi definizione di decibel).